# Marina Sirtis
Marina Sirtis (nascuda el 29 de març de 1955) és una actriu anglesa. És coneguda sobretot pel seu paper com a consellera Deanna Troi a la sèrie de televisió Star Trek: La nova generació i quatre llargmetratges de Star Trek, així com per altres aparicions a la franquícia Star Trek.

## Priemrs anys
Marina Sirtis va néixer a Hackney, Londres, filla de pares grecoxipriotes, Despina, ajudant de sastre, i John Sirtis. Va ser criada a Harringay, al nord de Londres.
Quan tenia tres anys, diu Sirtis, els fills adolescents de la seva mainadera la van abusar sexualment. Sirtis patia un trastorn alimentari, que va sorgir a causa del trauma de l'agressió. Després de patir el trastorn durant 20 anys, va anar a teràpia a la dècada del 1990 i va ser capaç de gestionar el trauma i aprendre a menjar sa de nou.
Mentre encara estava a l'escola secundària, Sirtis va fer una audició en secret per a l'escola de teatre en contra dels desitjos dels seus pares, i finalment va ser acceptada a la Guildhall School of Music and Drama. Es va graduar a la Guildhall el 1976 als 21 anys i va començar la seva carrera unint-se al Connaught Theatre.
El 1986, Sirtis va emigrar als Estats Units, establint-se a Los Angeles per impulsar la seva carrera. Més tard va obtenir la naturalitzada ciutadana estatunidenca.

## Carrera

### Primers treballs

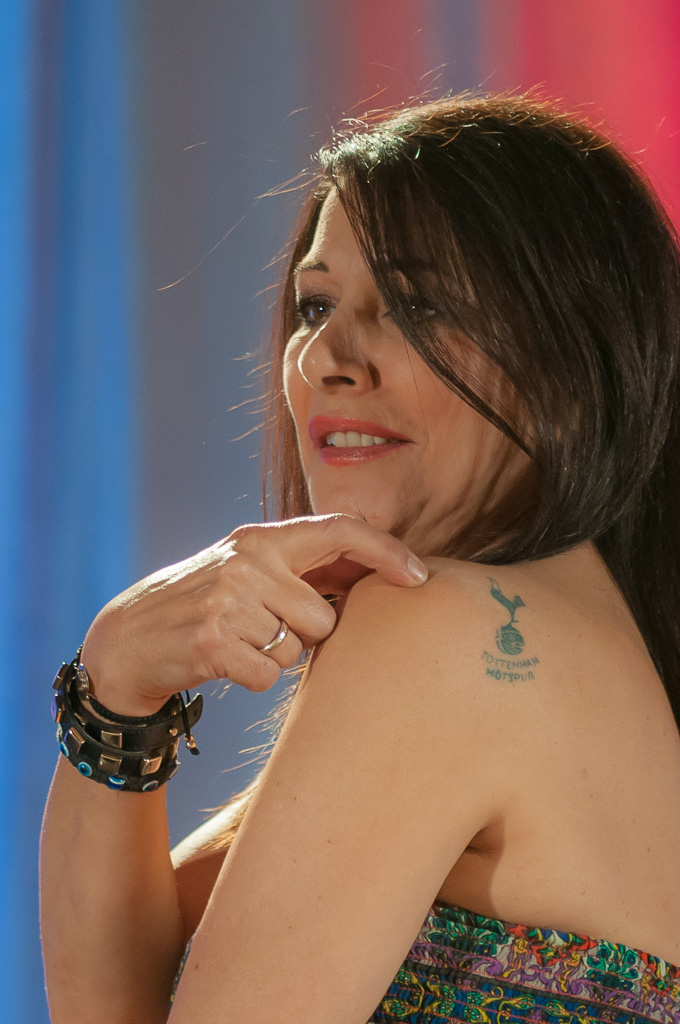
Sirtis mostrant el seu tatuatge del logotip de l'equip de futbol anglès Tottenham Hotspur al Phoenix Comicon de 2012

Sirtis va començar la seva carrera com a membre de la companyia de repertori al Connaught Theatre, Worthing, West Sussex, el 1976. Dirigida per Nic Young, va aparèixer a What the Butler Saw de Joe Orton i com a Ofèlia a Hamlet.
Abans del seu paper a Star Trek, Sirtis va fer papers secundaris en diverses pel·lícules. A la pel·lícula de Faye Dunaway de 1983 The Wicked Lady, va tenir una baralla de fuets amb Dunaway. A la seqüela de Charles Bronson El justicier de la nit, el personatge de Sirtis és una víctima de violació. A la pel·lícula Blind Date, apareix com una treballadora sexual que és assassinada per un boig.
Altres treballs inicials inclouen nombrosos papers com a estrella convidada en sèries de televisió britàniques. Sirtis va aparèixer a Raffles (1977), Who Pays the Ferryman (1977), Hazell (1978), Minder (1979), Up the Elephant and Round the Castle (1985) i The Return of Sherlock Holmes (1986). També va interpretar l'auxiliar de vol en un anunci de televisió de Cinzano Bianco de 1979 protagonitzat per Leonard Rossiter i Joan Collins, en què Collins estava esquitxada de beguda.

### Star Trek

#### Star Trek: La nova generació
El 1986, Sirtis es va traslladar als Estats Units. Quan va fer el càsting de Star Trek: La nova generació, Gene Roddenberry va demanar a Sirtis, l'aspecte de la qual considerava "exòtic", que fes una audició per a un paper després de veure la pel·lícula Aliens amb Bob Justman, que presentava el destacat personatge llatí Vasquez, interpretat per Jenette Goldstein. Sirtis i Denise Crosby inicialment van fer les proves per als papers eventuals de l'altra a La nova generació. El personatge de Sirtis s'anomenaria tinent Macha Hernandez, la cap de seguretat. Gene Roddenberry va decidir intercanviar-les, i Macha Hernandez es va convertir en Tasha Yar. Sirtis recorda que el dia que va rebre la trucada que li oferia el paper, en realitat estava fent les maletes per tornar a Gran Bretanya perquè el seu visat de sis mesos havia caducat.
La Deanna Troi és meitat humana, meitat Betazoide. Les seves habilitats betazoides li permeten llegir les emocions dels altres. El seu càrrec a l'Enterprise-D és el de consellera de la nau, on vetlla pel benestar de la tripulació i serveix com a assessora de confiança del capità Picard, amb una posició al seu costat al pont. Inicialment, els guionistes van trobar difícil escriure per a Troi i fins i tot la va deixar fora de quatre episodis de la primera temporada. Sirtis va sentir que la seva feina estava en perill després de la primera temporada, però es va alegrar molt quan Roddenberry la va portar a part al casament de Jonathan Frakes i li va dir que l'episodi de estrena de la segona temporada se centraria en Troi.
Sirtis va aparèixer a les set temporades de Star Trek: La nova generació, i el seu personatge va passar de ser una terapeuta més passiva a una oficial de la Flota Estel·lar més dura. Ha declarat que el seu episodi preferit és "La cara de l'enemic" de la sisena temporada, en què és segrestada i modificada quirúrgicament per fer-se passar per una romulana. El canvi de Troi a un uniforme estàndard de la Flota Estel·lar a la mateixa temporada a "Cadena de comandament" va elevar la dignitat del personatge als ulls de Sirtis, i el seu entusiasme per interpretar-la, amb Sirtis comentant: "Em va cobrir l'escot i, en conseqüència, vaig recuperar tot el meu cervell, perquè quan tens escot no pots tenir cervell a Hollywood. Així que vaig recuperar tot el meu cervell i em van permetre fer coses que no m'havien permès fer durant cinc o sis anys. Vaig anar a equips a terra, estava a càrrec del personal, vaig recuperar la meva insígnia, tenia fasers, vaig tornar a tenir tot l'equip, i va ser fabulós. Estava absolutament emocionada".
Durant la seva estada a la sèrie, es va fer amiga dels seus companys de repartiment Jonathan Frakes (que va interpretar el Comandant Riker), Michael Dorn (Tinent Worf) i Brent Spiner (Tinent Comandant Data). Aquests últims membres del repartiment van ser els padrins al seu casament.
Va portar lents de contacte de color negre durant els set anys de durada de Star Trek: La nova generació i les pel·lícules posteriors perquè el seu personatge tenia els ulls negres.Els seus propis ulls són marró clar.
Normalment portava postissos per al seu paper de Troi. Els cabells reals de Sirtis eren lleugerament més curts i, tot i que arrissats, no eren tan bufants com els del seu personatge. Tanmateix, els cabells reals de Sirtis es van utilitzar a l'episodi pilot, i també als primers sis episodis de la sisena temporada, en què Troi lluïa un estil de cua de cavall d'aspecte més natural. També se li va demanar que creés un accent (descrit com una barreja d'Europa de l'Est i israelià) per al seu personatge, tot i que el seu accent natural és cockney].

#### Altres obres deStar Trek
Sirtis va repetir el seu personatge als llargmetratges Star Trek: Generations (1994), Star Trek: First Contact (1996), Star Trek: Insurrection (1998) i Star Trek: Nemesis (2002).
Sirtis estava encantada de tenir l'oportunitat de fer comèdia a "Star Trek: First Contact" i va dir: "M'ha encantat perquè ha obert la porta a una cara diferent de Troi que no havíem vist mai abans. Aquella porta ha romàs oberta i tota aquella mena de cosa esbojarrada de Troi ha continuat a la següent pel·lícula, cosa que és fantàstica per a mi perquè m'agrada fer coses diferents". Sirtis va declarar sobre el seu paper a "Star Trek: Nemesis": "Tenia la impressió que tindria un bon paper en aquesta pel·lícula perquè John Logan era un gran fan del personatge. Així que sabia que li faria justícia.".
Sirtis també va aparèixer a Star Trek: Voyager durant tres episodis cap al final de la sèrie (1999 i 2000), i al final de la sèrie de Star Trek: Enterprise (2005). Va tornar al seu paper com a Deanna Troi el 2020 a l'episodi "Nepenthe" de Star Trek: Picard. També va repetir el paper a "No Small Parts", el final de la primera temporada de Star Trek: Lower Decks.
Sirtis va posar veu a l'ordinador de lEnterprise a la sèrie web Star Trek Continues.

### Altres treballs
Mentre filmava Star Trek: La nova generació, Sirtis va tornar al Regne Unit durant la pausa entre les temporades tres i quatre el 1990 per filmar un especial dramàtic titulat One Last Chance per a la BBC. El 1992, va aparèixer en un episodi de la sèrie de curta durada The Fifth Corner i va tenir un cameo a la pel·lícula de terror/fantasia Waxwork II: Lost in Time. Després del final de Star Trek: La nova generació el 1994, Sirtis va continuar treballant regularment. El seu primer paper va ser un allunyament de la seva feina anterior, una esposa maltractada a la sèrie Heaven Help Us.
Va posar la veu a Demona a la sèrie de televisió animada de Disney Gargoyles durant dues temporades a partir del 1994. Els seus coprotagonistes de La nova generació, Frakes (com a veu de David Xanatos), Spiner i Dorn també van prestar les seves veus a la sèrie. Va tornar a posar la veu al personatge per a un episodi de la sèrie animada no feta Team Atlantis.

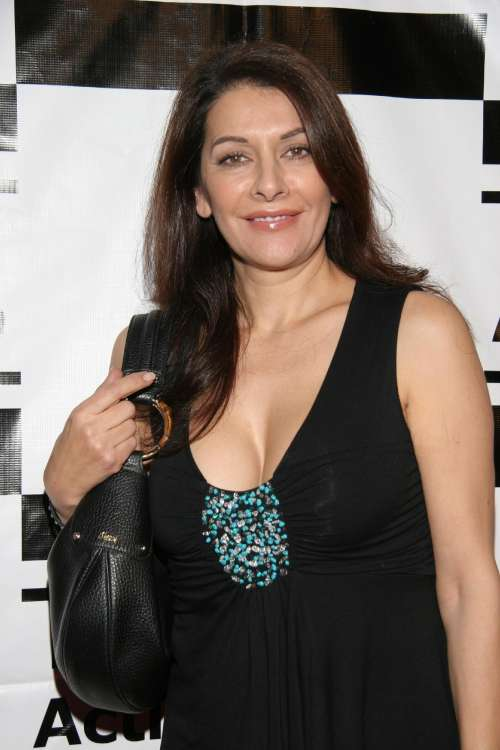
Marina Sirtis a una convenció de Star Trek, 2008

El 1996, Sirtis va protagonitzar una detectiu de policia vilana a la pel·lícula britànica feta per a la televisió, Gadgetman. Va tornar a interpretar una vilana quan va ser estrella convidada com a propietària d'un circuit de carreres sota investigació després de la mort d'un pilot a Diagnosis: Murder el 1998. La pel·lícula independent Paradise Lost, amb Sirtis en un paper protagonista, es va estrenar el 1999.
A partir del 1999, Sirtis va tornar a la televisió de ciència-ficció en diversos papers, començant per The Outer Limits. El mateix any, va aparèixer a Earth: Final Conflict, creada originalment per Gene Roddenberry. L'any 2000, va interpretar una científica russa a Stargate SG-1. Sirtis va ser entrevistada al número d'octubre del 2000 de la revista SFX al Regne Unit; la portada deia: "Marina Sirtis és a tot arreu", també referint-se a la seva represa pel seu personatge Deanna Troi a Star Trek: Voyager.
El 2001, Sirtis va fer una aparició molt publicitada al drama hospitalari britànic de llarga durada Casualty. Va interpretar una política amb opinions controvertides sobre el Servei Nacional de Salut. Quan es troba amb un home amb qui té una aventura en un hotel, queda atrapada en una explosió. Va aparèixer a les pel·lícules per a televisió Terminal Error el 2002 i Net Games el 2003. També el 2003, va ser estrella convidada a la sèrie Threat Matrix de l'ABC interpretant una científica d'armes biològiques de l'Iraq.
Sirtis va protagonitzar la pel·lícula Spectres el 2004, i al Festival Internacional de Cinema ShockerFest, va guanyar el premi a la millor actriu.
Sirtis va tenir un paper secundari a la pel·lícula guanyadora de l'Oscar Crash com a l'esposa del botiguer persa. Després d'això, va interpretar un altre paper de l'Orient Mitjà a la sèrie The Closer el 2005. El 2006, va tenir un paper recurrent de tres episodis com a matrimoniera a Girlfriends, i va ser estrella convidada a Without a Trace.
El 2007, Sirtis va protagonitzar la producció del canal SyFy de Grendel, on va interpretar la Reina Onela. Va participar a les pel·lícules independents Trade Routes, The Deep Below i Lesser of Three Evils. Va posar la veu a la Matriarca Benezia al videojoc aclamat per la crítica Mass Effect per a Xbox 360, PlayStation 3 i PC.
El 2008, va fer una aparició com a convidada en un episodi de la sèrie derivada de Casualty Holby City. El mateix any, es va estrenar la pel·lícula de ciència-ficció/drama InAlienable, escrita per l'exalumne de Star Trek Walter Koenig. Sirtis va dir sobre el seu paper: "En realitat interpreto la Fiscal General Adjunta dels Estats Units, així que sóc una dolenta, una advocada dolenta, cosa que va ser fantàstic".
Les seqüeles directes a DVD Green Street 2 i The Grudge 3, amb Sirtis, es van estrenar el 2009. Va coprotagonitzar la pel·lícula britànica 31 North 62 East com a principal assessora del primer ministre; va tenir una estrena limitada als cinemes del Regne Unit. Sirtis va ser estrella convidada al primer episodi del drama hospitalari de curta durada Three Rivers. Va tornar a SyFy el desembre de 2009 a la pel·lícula de desastres Annihilation Earth.
El 2010, Sirtis va ser estrella convidada com a metgessa suïssa en dos episodis de Make It or Break It d'ABC Family. El maig de 2010, Sirtis va anunciar que posaria la veu a la vilana dels còmics Queen Bee a la sèrie animada Young Justice. Va posar la seva veu a diversos episodis des del 2011 fins a la seva cancel·lació el 2013. El març de 2011, Sirtis va ser estrella convidada en un episodi de Grey's Anatomy. Va interpretar una mare iraniana que era a l'hospital per participar en un tractament mèdic per a la malaltia d'Alzheimer.
El 2012, la pel·lícula de vampirs Speed Demons, que Sirtis va coprotagonitzar, es va estrenar als serveis de pagament per visió. El mateix any, va interpretar una endevina a la sèrie feta per fans Castlevania publicada a YouTube. Va acceptar un paper recurrent com a directora del Mossad a NCIS. El seu personatge, Orli Elbaz, succeeix Eli David (interpretat per Michael Nouri) i va ser presentat a l’pisodi de la temporada 10 "Berlin", que es va emetre a l'abril de 2013. Posteriorment va aparèixer al segon episodi de la temporada 11, que es va emetre a principis d'octubre de 2013, i al final de la temporada 13 "Family First".

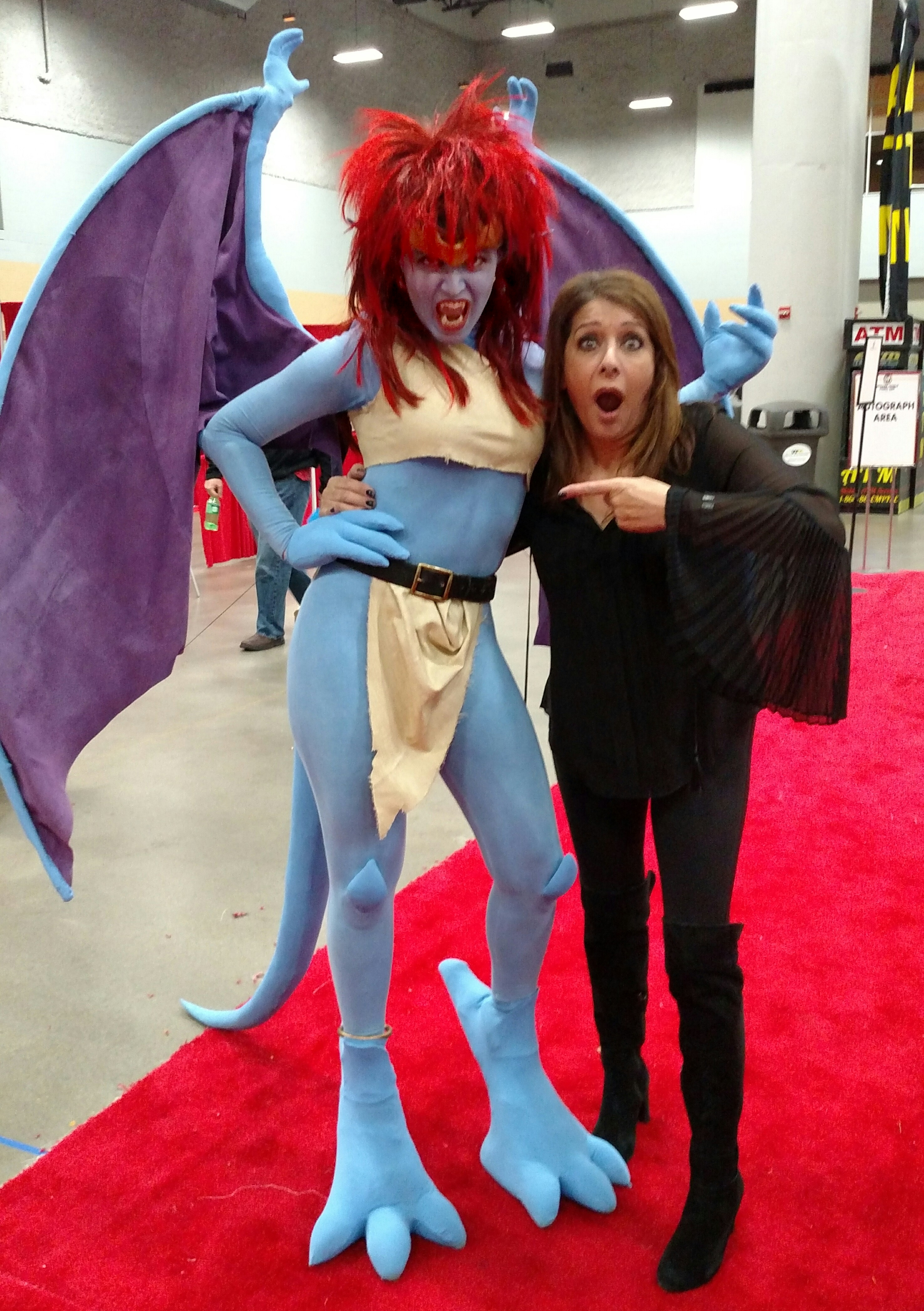
Sirtis amb una cosplayer de Demona al Wizard World Des Moines 2017

El 2014, va coprotagonitzar la pel·lícula de terror del canal SyFy "Finders Keepers". L'any següent, va aparèixer a la pel·lícula britànica A Dark Reflection, i el 2016, Sirtis va protagonitzar la pel·lícula de Hallmark Channel My Summer Prince. El 2019, Sirtis va debutar als teatres del West End de Londres a Dark Sublime, interpretant el personatge de Marianne, una actriu independent i icona ara oblidada d'una sèrie de televisió de ciència-ficció britànica, la trobada de la qual amb un fan canvia la vida de totes dues.
El 2019, el videojoc Elite Dangerous va llançar una veu alternativa (anomenada Carina) per a l'ordinador de la nau del joc 'COVAS', amb la veu de Sirtis.

## Vida personal
Sirtis es va casar amb Michael Lamper, un actor i guitarrista de rock, el 1992. Lamper va morir mentre dormia el 7 de desembre de 2019. El 2021, Sirtis va tornar a Londres, al·legant la mort de Lamper, les creixents tensions als Estats Units al voltant de la resposta a la pandèmia de la COVID-19 i el desig d'oportunitats professionals en el cinema i la televisió britànics.

## Filmografia

### Cinema
| Any  | Títol                                                     | Paper                            | Notes |
| ---- | --------------------------------------------------------- | -------------------------------- | ----- |
| 1983 | The Wicked Lady                                           | Noia de Jackson                  |       |
| 1983 | Space Riders                                              | Noia al Porsche                  |       |
| 1984 | Blind Date                                                | Prostituta                       |       |
| 1985 | El justicier de la nit                                    | Maria Rodriguez                  |       |
| 1992 | Waxwork II: Lost in Time                                  | Gloria                           |       |
| 1994 | Star Trek: Generations                                    | Deanna Troi                      |       |
| 1996 | Star Trek: First Contact                                  | Deanna Troi                      |       |
| 1998 | Star Trek: Insurrection                                   | Deanna Troi                      |       |
| 1999 | Paradise Lost                                             | Dr. Christine DuMaurier          |       |
| 2002 | Star Trek: Nemesis                                        | Deanna Troi                      |       |
| 2002 | Terminal Error                                            | Alex                             |       |
| 2004 | Spectres                                                  | Laura Lee                        |       |
| 2004 | Crash                                                     | Shereen                          |       |
| 2007 | Fist of the Warrior                                       | Mary                             |       |
| 2007 | The Deep Below                                            | Sarah                            |       |
| 2007 | Game of Life                                              | Mrs. Rafiki                      |       |
| 2008 | InAlienable                                               | Attorney Barry                   |       |
| 2009 | Green Street 2: Stand Your Ground                         | Veronica Mavis                   |       |
| 2009 | The Grudge 3                                              | Gretchen                         |       |
| 2009 | 31 North 62 East                                          | Sarah Webber                     |       |
| 2014 | Finders Keepers                                           | Janine                           |       |
| 2014 | Electric Boogaloo: The Wild, Untold Story of Cannon Films | Herself                          |       |
| 2015 | A Dark Reflection (aka Flight 313: The Conspiracy)        | Maggie Jaspar                    |       |
| 2016 | Little Dead Rotting Hood                                  | Esmerelda Winfield / Grandmother |       |
| 2017 | The Assassin's Apprentice                                 | Miranda                          |       |
| 2017 | My Christmas Prince                                       | Felicia Holst                    |       |
| 2018 | 5th Passenger                                             | Alana                            |       |
| 2020 | Max Winslow and the House of Secrets                      | H.A.V.E.N                        |       |
| 2020 | Debt Collectors                                           | Mallory "Mal" Reese              |       |

### Televisió
| Any             | Títol                                | Paper                                        | Nota                                            |
| --------------- | ------------------------------------ | -------------------------------------------- | ----------------------------------------------- |
| 1977            | Raffles                              | Faustina                                     |                                                 |
| 1977            | Who Pays the Ferryman?               | Ariadne                                      |                                                 |
| 1978            | Hazell                               | Melina Stassinopolus                         |                                                 |
| 1978            | The Thief of Baghdad                 | Harem Girl                                   | Tele film                                       |
| 1979            | Cinzano Comercial                    | Hostessa                                     | Comercial de televisió                          |
| 1979            | Minder                               | Stella                                       | Episodi: "Aces High...And Sometimes Very Low"   |
| 1982            | Kelly Monteith                       | Sense acreditar                              |                                                 |
| 1985            | Up the Elephant and Round the Castle | Lisa                                         |                                                 |
| 1986            | Room at the Bottom                   | Carla                                        | Episodi "The Big Prize"                         |
| 1986            | Call Me Mister                       | Sally                                        |                                                 |
| 1986            | The Return of Sherlock Holmes        | Lucrezia Venucci                             | Episodi: "The Six Napoleons"                    |
| 1987            | Hunter                               | Kate Scanlon                                 | Episodi: "Down and Under"                       |
| 1987–1994       | Star Trek: La nova generació         | Consellera Deanna Troi                       | 176 episodis                                    |
| 1988            | Reading Rainbow                      | Ella mateixa                                 | Episodi: "The Bionic Bunny Show"                |
| 1990            | One Last Chance                      | Maria                                        | Telefilm                                        |
| 1993            | Griffin and Sabine                   | Sabine                                       | Veu                                             |
| 1994            | Heaven Help Us                       | Carolyn Paris                                |                                                 |
| 1994–1996, 1997 | Gargoyles                            | Demona / Veus addicionals                    | Veu, paper recurrent                            |
| 1996            | Gadgetman                            | Detectiu Inspector Walker                    | Telefilm                                        |
| 1997            | Duckman                              | Aurora Abromowitz                            | Veu episodi: "Where No Duckman Has Gone Before" |
| 1998            | Diagnosis: Murder                    | Mary Ann Eagin                               |                                                 |
| 1999            | Earth: Final Conflict                | Germana Margarette                           |                                                 |
| 1999            | The Outer Limits                     | Olivia "Liv" Kohler                          | Episodi: "The Grell"                            |
| 1999–2000       | Star Trek: Voyager                   | Consellera Deanna Troi                       | 3 episodis                                      |
| 2000            | Stargate SG-1                        | Dr. Svetlana Markova                         | Episodi: "Watergate"                            |
| 2001            | Casualty                             | Jane Taylor, MP                              |                                                 |
| 2003            | Threat Matrix                        | Dr. Nabila Hassan                            |                                                 |
| 2005, 2009      | Family Guy                           | Marina Sirtis, ella mateixa                  | Veu                                             |
| 2005            | The Closer                           | Layla Moktari                                | Episodi: "L.A. Woman"                           |
| 2005            | Star Trek: Enterprise                | Consellera Deanna Troi                       | Episodi: "These Are the Voyages..."             |
| 2006            | Without a Trace                      | Alexas Soros                                 |                                                 |
| 2006            | Girlfriends                          | Gina Richards                                |                                                 |
| 2007            | Grendel                              | Reina Onela                                  | Telefilm                                        |
| 2008            | Holby City                           | Lucy Simmonds                                |                                                 |
| 2009            | Annihilation Earth                   | Paxton                                       | Telefilm                                        |
| 2009            | The Cleveland Show                   | Athena la prostituta grega / Dona a la festa | Veu, episodi: "Ladies' Night"                   |
| 2009            | Green Street 2                       | Veronica Mavis                               |                                                 |
| 2009            | Three Rivers                         | Layla Rahimi                                 |                                                 |
| 2010            | Make It or Break It                  | Dr. Anna Kleister                            |                                                 |
| 2010–2019       | Young Justice                        | Queen Bee / L-4, Sandra Stanyon              | Veu, paper recurrent                            |
| 2011            | Grey's Anatomy                       | Sonya Amin                                   | Episodi "This is How We Do It"                  |
| 2013            | Star Trek Continues                  | Veu de l’ordinador                           |                                                 |
| 2013            | Adventure Time                       | Samantha                                     | Veu, episodi: "The Pit"                         |
| 2013–2016       | NCIS                                 | Directora del Mossad Orli Elbaz              | 3 episodis                                      |
| 2016            | My Summer Prince                     | Penelope Sheridan                            | Telefilm                                        |
| 2017            | Scandal                              | General Fletcher                             | Episodi: "The Box"                              |
| 2017            | OK K.O.! Let's Be Heroes             | Cosma                                        | Veu, paper recurrent                            |
| 2018            | The Last Sharknado: It's About Time  | Winter                                       |                                                 |
| 2018            | Titans                               | Marie Granger                                | Episodi: "Hank and Dawn"                        |
| 2019            | The Orville                          | Mestra d’escola                              | Episodi: "Sanctuary"                            |
| 2020–2023       | Star Trek: Picard                    | Comandant Deanna Troi                        | 7 episodis                                      |
| 2020            | Star Trek: Lower Decks               | Comandant Deanna Troi                        | Voice, episodi: "No Small Parts"                |
| 2023            | Love’s Greek To Me                   | Athena                                       | Telefilm                                        |

### Videojocs
| Any  | Títol                                          | Paper de veu           | Notes         |
| ---- | ---------------------------------------------- | ---------------------- | ------------- |
| 1995 | Star Trek: The Next Generation – A Final Unity | Consellera Deanna Troi | [ 34 ]        |
| 2007 | Mass Effect                                    | Matriarca Benezia      | [ 34 ]        |
| 2014 | Elite Dangerous                                | COVAS Carina           | [ 35 ] [ 34 ] |
| 2015 | Family Guy: The Quest for Stuff                | Consellera Deanna Troi | Veu           |
| 2017 | XCOM 2: War of the Chosen                      | Elena Dragunova        | Veu           |

### Audiollibres
| Any  | Títol              | Paper |
| ---- | ------------------ | ----- |
| 2015 | Rain of the Ghosts | Julia |

## Premis i honors
- 2024 – Premis Saturn – Premi a la Trajectòria – El repartiment de Star Trek: La nova generació[36][a]